# Zacatzontli
Zacatzontli is een geslacht van uitgestorven grondluiaards behorend tot de familie Megalonychidae. Het was een herbivoor met het formaat van een honingbeer die tijdens het Laat-Mioceen in Noord- en Midden-Amerika leefde.

## Fossiele vondsten
Zacatzontli leefde tijdens het Hemphillian. De naam komt uit het Nahuatl en verwijst naar een godheid van de Azteken. Fossielen zijn gevonden in Mexico (Z. tecolotlanensis) en de Curré-formatie in Costa Rica (Z. cotobrusensis). De Costa Ricaanse fossielen werden aanvankelijk toegeschreven aan de verwante Pliometanastes. Zacatzontli is een van de drie zoogdieren van Zuid-Amerikaanse origine in de Curré-formatie, naast met de grondluiaard Sibotherium en de gordeldierachtige Scirrotherium.